# Hemicloeina julatten
Hemicloeina julatten là một loài nhện trong họ Trochanteriidae. Loài này phân bố ở Queensland.